# Amerika Kapitány: Polgárháború
Az Amerika Kapitány: Polgárháború (eredeti cím: Captain America: Civil War) 2016-ban bemutatott amerikai szuperhősfilm, mely a Marvel képregények egyik hőséről, Amerika Kapitányról szól. A főszereplők Chris Evans, Scarlett Johansson, Sebastian Stan, Anthony Mackie, Robert Downey Jr., Paul Rudd, Tom Holland, Daniel Brühl, Elizabeth Olsen, Chadwick Boseman, Jeremy Renner, Martin Freeman és Don Cheadle.
Az Amerikai Egyesült Államokban 2016. május 6-án mutatták be, Magyarországon szinkronizálva, május 5-én.

## Cselekmény
1991. december 16., egy HYDRA bázis Szibériában. A parancsnok kiolvasztja a Bucky Barnes-ból vált agymosott gyilkost, a Tél katonáját, akinek egy kis piros könyvből olvas fel szavakat, amik a Bucky agyába épített parancsot indítják be. A célpontja egy autó volt, aminek csomagtartójában egy táska volt, benne több szérummal.
Napjainkban, Lagosban Amerika Kapitány, Sólyom, Fekete Özvegy és Skarlát Boszorkány azon igyekszik, hogy elkapja a Halálfej néven futó HYDRA-s Bruck Rumlow-ot, aki biofegyvert akar eladni valakinek. A szert és Rumlow-t is megszerzi, ám utóbbi felrobbantja magát, és hiába próbálja Skarlát Boszorkány a levegőbe emelni, az így is közel robban egy épülethez. Az eset után a világ kormányainak elegük lesz a Bosszúállók öntörvényű működéséből, ezért létrehozzák a sokoviai egyezményt, amit aláírva a hőscsapat az ENSZ egyik albízottságának lesz alárendelve. Az egyezményt az országok vezetői Bécsben fogják aláírni, addig adnak haladékot a csapatnak az átgondolásra, máskülönben felosztlatják őket. Az egyezmény megosztja a csapatot: a Kapitány szerint nem lenne jó kormányzati szervként tovább működni, míg Vasember - akit kísért szülei halála és a sokoviai események - teljes mértékben támogatja a tervet.
Ezalatt Clevelandben egy magát Zemo-nak nevező férfi kapja el az orosz bázis vezetőjét, ahol a Tél katonáját tartották. Zemo megszerzi a piros könyvet, ám neki az 1991. december 16-i ügynökjelentés kell, amit már nem képes kiszedni az ügynökből, ezért megöli. Ezalatt Londonban Steve részt vesz egykori szerelme, Carter ügynök temetésén, ahol Natasha biztosítja, hogy bárhogy is dönt az egyezménnyel kapcsolatban, ő a segítségére lesz. Bécsben aztán összeül az ENSZ, ám az ülés kezdetén merénylet történik, amiben a wakandai király, T'Chaka is meghal. A bűncselekményt Zemo követte el, ám álcázva magát, hogy mindenki azt higgye: a Tél katonája a gyilkos, aki valójában ekkor éppen Bukarestben tartózkodott. Steve és Sólyom Bucky-hoz mennek, hogy magukkal vigyék, ám ekkor rajtuk üt egy csapat katona és a wakandai király fia, a bosszúszomjas T'Challa, aki népének ősi harcosa, a Fekete Párduc ruhájában érkezik.
Bucky-t Berlinben zárják be a CIA-s Everett Ross vezetésével, miközben Kapitány pajzsát és Sólyom szárnyait is elkobozzák. Tony próbálja Steve-et rávenni az egyezmény aláírására, ám sikertelenül. Hirtelen megjelenik Zemo pszichológusnak kiadva magát, miközben kiiktatja az áramforrást és felolvassa Bucky-nak a parancsszavakat. Zemo kiszedi Bucky-ból az ügynöknapló fellelési helyét majd távozik, Bucky pedig szintén ezt tervezi egy helikopterrel, ám Steve megállítja és végül mindketten a vízbe zuhannak. Később Steve és Sam elrejtőznek Bucky-val, aki immár visszanyerte emlékezetét, és aki tudja mit akar Zemo: a szibériai bázisra akar bejutni, ahol több Bucky-hoz hasonló katonát tárolnak, és akikkel karöltve megállíthatatlan lenne. Ezt nem hagyhatják, ezért Sólyomszem, a Vízió őrizete alól kiszabadított Wanda és a Sólyom által beszervezett Hangya segítségével indulnak a lipcsei repülőtérre, hogy onnan induljanak Szibériába. Ám a reptéren Stark, Rhodey, az Özvegy, a Párduc és Vízió már várja őket kiegészülve egy új taggal, Pókemberrel, akit Stark szervezett be és akinek új ruhát adott. A két táborra szakadt csapat hosszú ideig harcol egymással, mely során Hangya óriásivá válva próbál segíteni nekik, végül a Fekete Özvegy közbenjárásával Steve és Bucky sikeresen elmenekül. Rhodey és Tony üldözni kezdik, ám Vízió egyik eltévedt lézere eltalálja Rhodey páncélját, aki ettől lezuhan, a zuhanástól pedig deréktól lefelé lebénul.
A csapatot egy víz alatti börtönbe zárják, ahol Tony látogatást tesz, ugyanis megtalálták annak a holttestét, aki eredetileg vizsgálta volna Bucky-t. A helyére lépő férfi Helmut Zemo volt, a sokoviai ezredes, aki a családja halálát akarta a Bosszúállókon megbosszulni. Tony kiszedi Sólyomból, hogy Steve és Bucky hova ment, majd utánuk ered - a Párduccal a nyomában. A helyszínre érve Tony, Steve és Bucky meglepve látják, hogy Zemo megölte az összes Tél katonáját, ugyanis nem miattuk ment oda. Az igazi célja egy felvétel megmutatása volt, amin kiderül, hogy a Bucky által 1991-ben megállított autó, amiben a szer volt, Tony szüleié volt, így Bucky felel a halálukért. Vasember ekkor azon van, hogy megölje Bucky-t, amit Steve igyekszik megállítani, míg végül össze nem töri a páncélt működtető reaktort. Tony ezután odakiáltja neki, hogy nem érdemli meg a pajzsot, mire Steve hanyagul eldobja azt - ezzel az Amerika Kapitány identitást is ledobva -, majd Bucky-val távozik.
Zemo feladata végeztével öngyilkos akar lenni, de az immár lecsillapodott T'Challa megakadályozza ezt. Zemo-t abba a börtönbe zárják, ahova Bucky-t is, ám így is elégedett, mert a Bosszúállókat tönkretette. Eközben Tony robotlábakat csinál Rhodey-nak, amikor csomagja érkezik, benne egy telefonnal és egy üzenettel Steve-től. Az üzeneteben bocsánatot kér, és reméli megérti majd az ő döntését is, de ha bármikor kell ő vagy a többiek - akiket épp az üzenet olvasásakor szöktet meg - akkor hívja őket a telefonon és segítenek neki.
A stáblista közepén lévő jelenetben Bucky úgy dönt, hogy amíg nem hozzák rendbe az agyát, addig lefagyasztatja magát egy wakandai rejtett kutatóállomáson. T'Challa közben biztosítja a Kapitányt afelől, hogy itt nem találhatja meg barátját a kormány. A stáblista végén lévő jelenetben May néni borogatja Petert, aki a hősökkel való összecsapást iskolai bunyónak hazudja. Miután May néni kiment a szobából, Peter jobban megszemléli a Tony-tól kapott ruhát, amiben megtalál egy Pókember-jelzőfényt is.

## Szereplők
| Karakter                                       | Színész(nő)        | Magyar hang      | Leírás |
| ---------------------------------------------- | ------------------ | ---------------- | --- |
| Steve Rogers / Amerika Kapitány                | Chris Evans        | Zámbori Soma     | A Bosszúállók szabályozás elleni frakciójának vezetője és egy második világháborús veterán, akit egy kísérleti szérummal szuper erőssévált, majd belefagyott a jégbe, mielőtt felébredt volna a modern világban. |
| Tony Stark / Vasember                          | Robert Downey Jr.  | Fekete Ernő      | A szabályozást támogató Bosszúállók frakciójának vezetője, aki egy önjelölt zseni, milliárdos, playboy és filantróp, aki saját találmányú elektromechanikus páncélokkal rendelkezik.                             |
| Natasha Romanoff / Fekete Özvegy               | Scarlett Johansson | Csondor Kata     | Starkkal szövetséges Bosszúálló, aki korábban a S.H.I.E.L.D.-nek dolgozott, mint magasan képzett kém. |
| James Buchanan "Bucky" Barnes / A Tél katonája | Sebastian Stan     | Hamvas Dániel    | Fizikailag feljavított, agymosott bérgyilkos, aki Rogers szövetségese; a legjobb barátja, aki újra felbukkant, miután azt hitték, hogy a második világháborúban elesett.                                         |
| Samuel Wilson / Sólyom                         | Anthony Mackie     | Papp Dániel      | Rogers-szel szövetséges Bosszúálló, aki korábban mentőorvos volt és a hadsereg képzett ki légi harcra egy speciálisan kialakított szárny használatával.                                                          |
| James "Rhodey" Rhodes / Hadigép                | Don Cheadle        | Takátsy Péter    | Tony Stark közeli személyes barátja és Starkkal szövetséges Bosszúálló; az amerikai légierő tisztje. |
| Clint Barton / Sólyomszem                      | Jeremy Renner      | Stohl András     | Mester íjász, aki Rogers szövetségese; egy visszavonult Bosszúálló és S.H.I.E.L.D. ügynök. |
| T'Challa / Fekete Párduc                       | Chadwick Boseman   | Debreczeny Csaba | Starkkal szövetséges wakandai herceg, aki a Szív alakú gyógynövény fogyasztásával fokozott erőre tesz szert. |
| Vízió                                          | Paul Bettany       | Kárpáti Levente  | Starkkal szövetséges android és Bosszúálló; J.A.R.V.I.S. mesterséges intelligencia, Ultron és az Elmekő felhasználásával jött létre.                                                                             |
| Wanda Maximoff / Skarlát Boszorkány            | Elizabeth Olsen    | Szilágyi Csenge  | Rogers-szel szövetséges Bosszúálló, aki hipnózisra és telekinézisre képes. |
| Scott Lang / Hangya                            | Paul Rudd          | Széles Tamás     | Korábbi kisstílű bűnöző, aki Rogers szövetségese, olyan ruhát szerzett, amely lehetővé teszi számára, hogy összezsugorodjon vagy megnőjön, miközben az ereje is növekszik.                                       |
| Sharon Carter                                  | Emily VanCamp      | Földes Eszter    | A S.H.I.E.L.D. egykori ügynöke és Peggy Carter unokahúga, aki most a CIA-nak dolgozik és támogatja Rogers-t. |
| Peter Parker / Pókember                        | Tom Holland        | Baráth István    | Starkkal szövetséges tinédzser; pókszerű képességeket kapott, miután megharapta egy radioaktív pók. |
| Brock Rumlow / Halálfej                        | Frank Grillo       | Makranczi Zalán  | A S.H.I.I.E.L.D. terrorelhárító S.T.R.I.K.E. csapatának korábbi parancsnoka, akiről kiderült, hogy a Hydra ügynöke.                                                                                              |
| Thaddeus Ross                                  | William Hurt       | Rosta Sándor     | Egyesült Államok külügyminisztere és az amerikai hadsereg volt tábornoka |
| Helmut Zemo                                    | Daniel Brühl       | Varju Kálmán     | Sokoviai ezredesből lett terrorista, aki a Bosszúállók legyőzésének megszállottja. |
| Howard Stark                                   | John Slattery      | Tarján Péter     | Tony Stark apja. |
| Péntek (hangja)                                | Kerry Condon       | Peller Anna      | Stark új mesterséges intelligenciája. |
| Everett K. Ross                                | Martin Freeman     | Görög László     | A CIA Közös Terrorelhárítási Központjának tagja. |
| May Parker                                     | Marisa Tomei       | Györgyi Anna     | Peter Parker nénikéje. |
| T'Chaka                                        | John Kani          | Papp János       | T'Challa apja és Wakanda uralkodója |
| Maria Stark                                    | Hope Davis         | Vándor Éva       | Tony Stark anyja. |
| Vasily Karpov                                  | Gene Farber        | Lux Ádám         | A Hydra tisztviselője, aki felügyelte a Téli Katona programot. |
| Miriam Sharpe                                  | Alfre Woodard      | Kocsis Mariann   | A sokoviai csatában elesett amerikai állampolgár édesanyja. |
| M.I.T. összekötő                               | Jim Rash           | Seder Gábor      | M.I.T. összekötő. |
| önmaga                                         | Stan Lee           | Kajtár Róbert    | FedEx sofőr. |
| Theo Broussard                                 | Joe Russo          | Nem szólal meg   | Zemo által meggyilkolt pszichiáter. |

## Fogadtatás
A film pozitív fogadtatást kapott a nézők és a kritikusok felől is. Az IMDb filmes oldalon 7,9/10-es osztályzatot kapott, 445 925 szavazat alapján, a Rotten Tomatoes kritikagyűjtő oldalon 90%-os értékelést kapott, 336 kritika alapján. A Metacritic oldalán 8,3/10 a felhasználók szerint, 2877 szavazat alapján. Különböző amerikai lapok az alábbi értékeléseket adták a filmre:
- Entertainment Weekly – 91/100
- Charlotte Observer – 88/100
- Rolling Stone – 88/100
- Miami Herald – 88/100
- USA Today – 88/100
- The Wall Street Journal – 80/100
- The Guardian – 80/100
- Variety – 80/100
- The Seattle Times – 75/100

A film bevétel szempontjából is sikeresnek könyvelhető el: a költségvetése 250 millió dollár volt, az összbevétele pedig 1 152 743 614 dollár.

## Érdekességek
- Pókember szerepére Dylan O’Brien, Asa Butterfield, Logan Lerman, Charlie Plummer, Judah Lewis és Charlie Rowe is jelölt volt.
- Robert Downey Jr. hetedszer bújt bele Tony Stark bőrébe.
- Ez volt a negyedik olyan Marvel film, amelynek a bevétele elérte az egymilliárd dollárt.[3]